# 팡라오

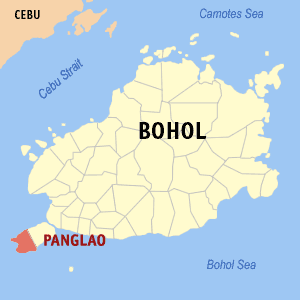
팡라오의 위치

팡라오(세부아노어: Panglao, 타갈로그어: Panglao)는 필리핀 비사야 제도 보홀주에 있는 도시다. 2020년 인구 조사에 따르면, 인구는 39,839명이다. 2018년 11월 타그빌라란 공항을 대체하여 보홀의 주요 공항 역할을 하는 보홀 팡라오 국제공항이 있는 곳이다. 팡라오섬을 구성하는 두 개의 자치체 중 하나로, 다른 하나는 다우이스다. 팡라오는 다이빙 장소와 관광 리조트로 유명하다.

## 인구
| 연도                                    | 인구   | ±% p.a. |
| --------------------------------------- | ------ | ------- |
| 1903                                    | 7,050  | —       |
| 1918                                    | 9,065  | +1.69%  |
| 1939                                    | 9,411  | +0.18%  |
| 1948                                    | 11,274 | +2.03%  |
| 1960                                    | 11,836 | +0.41%  |
| 1970                                    | 13,309 | +1.18%  |
| 1975                                    | 13,624 | +0.47%  |
| 1980                                    | 14,547 | +1.32%  |
| 1990                                    | 17,004 | +1.57%  |
| 1995                                    | 18,095 | +1.17%  |
| 2000                                    | 21,337 | +3.60%  |
| 2007                                    | 25,558 | +2.52%  |
| 2010                                    | 28,603 | +4.18%  |
| 2015                                    | 33,553 | +3.09%  |
| 2020                                    | 39,839 | +3.43%  |
| Source: Philippine Statistics Authority |        |         |